# 羊頭山
羊頭山是台灣中央山脈北段的一座高山，海拔3,035公尺，設有三等三角點6354號，名列台灣百岳之一，1972年百岳選定當時的舊測標高為百岳中最矮的百岳老么，1980年重測後現排名為第96。行政區位於花蓮縣秀林鄉富世村，太魯閣國家公園園區內。羊頭山峰頂外型似羊頭因而得名。

## 地理
羊頭山位於中央山脈北二段南端的主脊畢祿山往東岔出的鋸山支脈上，是此稜脈最東緣的三千公尺級山峰，往東南連接魯翁山（蕨山），往西連接鋸山再接上主脊。主脊畢祿山往北接連北畢祿山、鈴鳴山等山，往南轉折往西經由合歡埡口接連合歡群峰。鋸山—羊頭山東西橫亙的整條稜脈，峻立在北側華綠溪與南側慈恩溪兩邊深邃的河谷之上（華綠溪往東流下與瓦黑爾溪匯流後，匯入塔次基里溪；慈恩溪往東南流下亦匯入塔次基里溪，為立霧溪上游），形勢獨立，山勢直落溪底，東稜陡落為岩刃嵯峨的險惡地形，視野極為廣闊，中橫沿此山稜南麓溪谷修建。羊頭山地層岩石是屬於始新世的畢祿山層，岩石為板岩、千枚岩夾石英岩質砂岩。植被以鐵杉林為主，少許透空處為玉山箭竹。

## 登山
攀登羊頭山，在羊頭山南麓穿越的中橫公路貫通後，1960年代，多循羊頭山的東南支稜經魯翁山援攀上來（登山口陽明隧道，現今中橫約138.5K），此路線經過斷崖、峭壁的險惡地形，有「恐龍塔」之稱。
1970年台灣山岳協會（1973年更為現名中華民國山岳協會）決議，委由林文安選列百岳、籌組百岳俱樂部。1971年林文安籌畫中央山脈大縱走完成之後，與登山界耆老商議，百岳逐漸定案。1972年12月5日，台灣山岳會成立四十六周年之日，百岳俱樂部在選定的百岳老么羊頭山頂舉行成立大會，並在山頂埋立了一個大理石紀念碑（現已佚失），林文安、邢天正、蔡景璋、丁同三等20名登山界人士與會，推選林文安為首任百岳俱樂部主任，此外商議下山時，開闢一條新的途徑，以繞過羊頭山東南稜的險惡地形，這條從慈恩山莊可以單日輕裝往返羊頭山的山徑，使羊頭山成為中橫沿線熱門的郊山化高山。原本東南稜經恐龍塔的路線即漸荒廢，現為挑戰路線。
這條羊頭山南麓取道慈恩溪上源溝谷乾溪溝，一路爬昇到羊頭山西鞍稜脊的路線，由於沿途地質不穩，地形陡峭破碎，常有崩塌落石，常會發生腳踩石塊崩塌摔下，或踢落石塊砸中下方人員造成多件死傷事故，921地震之後更為嚴重。2004年太管處委託中華山協，沿原本秀林鄉原住民的老獵徑開闢新的山路（過去林文安攀登羊頭山時曾由此徑下山），由慈恩隧道東口，約在中橫130.9K處進入（海拔1996公尺），沿鋸山東峰南稜開闢，一般往返約需8—10小時。由於新路線4.1公里長的山路中，前3公里從登山口登上稜線海拔即上升超過1000公尺，相當陡峭，登山界又稱之為中橫四辣之一。
另外一條路線為縱走畢祿山、鋸山、羊頭山，通稱「畢羊縱走」，從中橫公路大禹嶺管制站旁，循石梯上到合歡越道路，越嶺合歡埡口，接回820林道，至林道8.5K登山口登上畢祿山，再往東縱走經鋸齒連峰稜線至羊頭山，再由羊頭山步道下降到中橫公路慈恩隧道，一般會安排2日行程，路程中間宿營一天，也有隊伍安排一日走完，一般需耗時超過12—14小時以上方可完成，此路線有困難地形較有挑戰性。亦有隊伍在「畢羊縱走」之外，增加縱走由卯木山、畢祿山南峰到畢祿山的這段中央山脈主脊，此段較少隊伍行走較為挑戰，通稱「卯畢羊縱走」。
2024年花蓮大地震及兩次颱風，導致羊頭山登山口大量落石封山數月，經太魯閣國家公園搶修，於年底前再度開放。

## 外部來源
- 楊建夫，《台灣的山脈》，2001年，臺北，遠足文化公司
- 官方版台灣百岳分級 - 依路線區分難度 （页面存档备份，存于）—桃園市長青登山協會